# Jean-Michel Clément

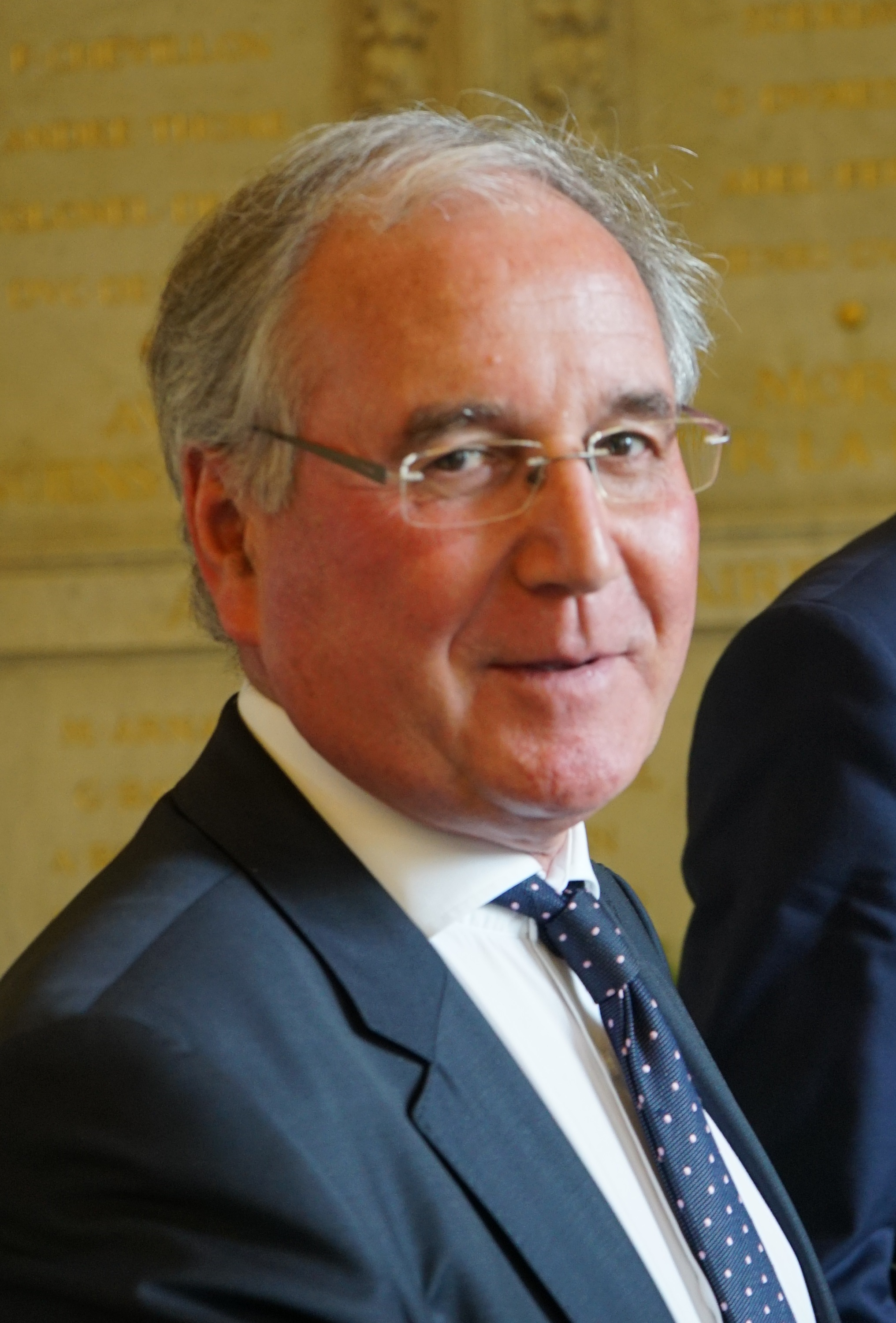
Jean-Michel Clément (2017)

Jean-Michel Clément (* 31. Oktober 1954 in Mauprévoir, Département Vienne) ist ein französischer Rechtsanwalt und Politiker (LT).
Jean-Michel Clément gehörte der SRC (2007–2016), der SER (2016–2017) und der LREM (2017–2018) an; seit 2018 ist er Mitglied der LT (Groupe Libertés et territoires). Er ist seit 2007 ist er Mitglied der französischen Nationalversammlung für die Region Vienne. Im Parlament ist Clément Mitglied des Ausschusses für auswärtige Angelegenheiten. Zudem ist er seit 2019 im Vorstand der Deutsch-Französischen Parlamentarischen Versammlung.